# Onthophagus admetus
Onthophagus admetus är en skalbaggsart som beskrevs av Vladimir Balthasar 1946. Onthophagus admetus ingår i släktet Onthophagus och familjen bladhorningar. Inga underarter finns listade i Catalogue of Life.